# Ндойе, Дан
Дан Асса́н Ндойе́ (фр. Dan Assane Ndoye; 25 октября 2000, Ньон, Швейцария) — швейцарский футболист, вингер английского клуба «Ноттингем Форест» и национальной сборной Швейцарии. Участник чемпионата Европы 2024.

## Клубная карьера

### Лозанна
Ндойе начал играть в футбол в своем местном клубе ФК Ла Кот Спортс. Очень быстро был замечен «Лозанной». Поднимаясь по карьерной лестнице с впечатляющей скоростью, он сделал свои первые шаги в составе U18 в возрасте 15 лет. Он сыграл 38 матчей и забил 23 гола за U17 и U18. Эти достижения помогли попасть ему в фарм-клуб «Лозанны» в возрасте 17 лет. Играя в 4-м дивизионе Швейцарии, он забил 7 голов в 21 игре.
Во второй половине сезона 2018/19 он дебютировал на профессиональном уровне за Лозанну 13 февраля 2019 года против «Кринс». В 15 матчах он забил 6 голов и быстро зарекомендовал себя как ключевого игрока.

### Ницца
27 января 2020 года Ндойе подписал 4,5-летний контракт с французским клубом «Ницца». Дан дебютировал в Лиге 1 23 августа 2020 года в матче против «Ланса». 16 декабря отличился первым голом за Ниццу в матче Лиге 1 в ворота «Нима». 5 ноября забил дебютный мяч в еврокубках в матче группового этапа Лиги Европы УЕФА 2020/21 против пражской «Славии».

### Базель
31 августа 2021 года «Базель» арендовал Ндойе до конца сезона 2021/22. 4 февраля 2022 год «Базель» воспользовался опцией права выкупа игрока и подписал Ндойе до конца лета 2026 года
21 июля 2022 года забил свой первый гол в Лиге конференций УЕФА 2022/23 в матче второго квалификационного раунда против «Крусейдерс».

### Болонья
14 августа 2023 года Ндойе подписал контракт с итальянской «Болоньей» на 4 года. 21 августа дебютировал за «Болонью» в противостоянии чемпионата Италии против «Милана» (0:2). 11 мая 2024 года Ндойе в матче чемпионата Италии против «Наполи» забил дебютный мяч за команду (2:0).
14 мая 2025 года Ндойе забивает победный мяч в финале Кубка Италии 2025 против «Милана» (1:0), благодаря чему «Болонья» завоевала этот трофей впервые за 51 год.

## Международная карьера
Дан Ндойе дебютировал за молодёжную сборную Швейцарии 7 июня 2019 года в товарищеской игре против сборной Словении до 21 года.
В августе 2021 года был впервые вызван в основную сборную Швейцарии для участия в отборочных матчах к чемпионату мира 2022 года против сборных Италии и Северной Ирландии. В матче с Италией 5 сентября остался в запасе и на поле не вышел. 16 сентября 2022 года получил свой второй вызов в сборную на матчи Лиги наций УЕФА 2022/23 против сборных Испании и Чехии. 24 сентября дебютировал за сборную Швейцарии в игре против Испании, выйдя на замену Джердану Шакири.

## Достижения
«Болонья»
- Обладатель Кубка Италии: 2024/25

## Статистика выступлений

### Клубная
| Выступление      | Выступление      | Выступление      | Лига | Лига | Кубок | Кубок | Еврокубки | Еврокубки | Прочие | Прочие | Итого | Итого |
| Клуб             | Лига             | Сезон            | Игры | Голы | Игры  | Голы  | Игры      | Голы      | Игры   | Голы   | Игры  | Голы  |
| ---------------- | ---------------- | ---------------- | ---- | ---- | ----- | ----- | --------- | --------- | ------ | ------ | ----- | ----- |
| Лозанна          | Челлендж-лига    | 2018/19          | 15   | 6    | 0     | 0     | 0         | 0         | —      | —      | 15    | 6     |
| Лозанна          | Челлендж-лига    | 2019/20          | 30   | 5    | 4     | 2     | 0         | 0         | —      | —      | 34    | 7     |
| Лозанна          | Итого            | Итого            | 45   | 11   | 4     | 2     | 0         | 0         | —      | —      | 49    | 13    |
| Ницца            | Лига 1           | 2020/21          | 28   | 1    | 1     | 0     | 5         | 2         | —      | —      | 34    | 3     |
| Ницца            | Лига 1           | 2021/22          | 3    | 0    | 0     | 0     | 0         | 0         | —      | —      | 3     | 0     |
| Ницца            | Итого            | Итого            | 31   | 1    | 1     | 0     | 5         | 2         | —      | —      | 37    | 3     |
| → Базель         | Суперлига        | 2021/22          | 29   | 2    | 1     | 0     | 8         | 2         | —      | —      | 38    | 4     |
| → Базель         | Итого            | Итого            | 29   | 2    | 1     | 0     | 8         | 2         | —      | —      | 38    | 4     |
| Базель           | Суперлига        | 2022/23          | 10   | 2    | 1     | 1     | 10        | 1         | —      | —      | 21    | 4     |
| Базель           | Итого            | Итого            | 10   | 2    | 1     | 1     | 10        | 1         | —      | —      | 21    | 4     |
| Всего за карьеру | Всего за карьеру | Всего за карьеру | 115  | 16   | 7     | 3     | 23        | 5         | —      | —      | 145   | 24    |

### Международная
| Сборная          | Сезон            | Товарищеские | Товарищеские | Официальные | Официальные | Итого | Итого |
| Сборная          | Сезон            | Игры         | Голы         | Игры        | Голы        | Игры  | Голы  |
| ---------------- | ---------------- | ------------ | ------------ | ----------- | ----------- | ----- | ----- |
| Швейцария        |                  |              |              |             |             |       |       |
| 2022             | 0                | 0            | 1            | 0           | 1           | 0     |       |
| Всего за карьеру | Всего за карьеру | 0            | 0            | 1           | 0           | 1     | 0     |

### Матчи за сборную
| № | Дата             | Оппонент | Счёт | Голы | Карточки | Минуты | Соревнование            |
| - | ---------------- | -------- | ---- | ---- | -------- | ------ | ----------------------- |
| 1 | 24 сентября 2022 | Испания  | 2:1  | —    | —        | 22'    | Лига наций УЕФА 2022/23 |

Итого: 1 матч / 0 голов; 1 победа, 0 ничьих, 0 поражений.